# Cecil Valentine de Vere
Cecil Valentine De Vere (14 de febrer de 1845, Montrose – 9 de febrer de 1875, Torquay) era el pseudònim de Cecil Valentine Brown, el guanyador del primer Campionat d'escacs de la Gran Bretanya oficial, el 1866.

## Biografia
De Vere havia nascut un 14 de febrer (dia de Sant Valentí, molt celebrat en alguns països anglosaxons). Jugava a escacs amb elegància i sense esforç aparent. De manera semblant a com posteriorment feu Capablanca, no estudiava teoria, una característica que va compensar negativament el seu gran talent natural per al joc. Va tenir un ascens meteòric a la fama, i també un dramàtic descens per causes de salut, i per això la seva breu carrera ha estat comparada amb la de Paul Morphy i sovint és citat com a "El Morphy anglès".

## Inicis als escacs
El 1857, amb només dotze anys, el fort jugador londinenc Francis Burden (1830-1882) li va ensenyar els principis del joc, i el 1859, va ingressar al Club d'Escacs de la Ciutat de Londres. El 1860, amb 15 anys, ja era un dels jugadors habituals al Simpson's Divan. El 1864, va jugar diverses partides amb el fort jugador irlandès George Alcock MacDonnell, guanyant-ne la majoria.

## Resultats destacats en competició
El 1865 va guanyar un matx contra Wilhelm Steinitz (+7 -3 =2), (amb Steinitz jugant amb desavantatge de peó i jugada).
Va esdevenir el primer campió oficial d'escacs de la Gran Bretanya, a Londres el 1866 (amb 21 anys), en guanyar la primera Copa de la British Chess Association.
El juny de 1867, participà en el gran Torneig de París, on hi fou l'únic representant britànic, i quedà en una excel·lent 5a posició, guanyant un premi de 1500 francs (el campió del torneig fou Ignatz Von Kolisch). El setembre de 1867, empatà als llocs 3r-4t a l'Scotland International de Dundee (el campió fou Gustav Neumann). Mentre era a Dundee, va saber que tenia tuberculosi, i això va provocar que deixés la feina que tenia al Lloyds Bank, i que més tard caigués en l'alcoholisme.
El 1868-69, va empatar al primer lloc a la II British Chess Association Challenge Cup, celebrada a Londres, però va perdre el matx de desempat contra Joseph Blackburne. El 1870, empatà als llocs 6è-7è al Torneig de Baden-Baden, considerat el més fort de la història fins al moment (el campió fou Adolf Anderssen).
Va empatar al primer lloc al campionat britànic de 1872, però va perdre el matx de desempat contra John Wisker (el campionat no es tornaria a disputar fins al 1904). El mateix any 1872 empatà als llocs 3r-5è al II British Chess Federation Congress a Londres (el campió fou Wilhelm Steinitz).
Tot i que va viure a Londres la major part de la seva vida, va mudar-se a Torquay el 1874 per intentar recuperar la salut. Va morir allà als 29 anys.

### Rànquing mundial
El seu millor rànquing Elo s'ha estimat en 2697 punts, l'octubre de 1866, moment en què tenia 21 anys, cosa que el situaria en 2n lloc mundial en aquella data. Segons chessmetrics, va ser el 2n millor jugador mundial en 2 diferents mesos, l'octubre i el novembre de 1866.